# Hammarkullens kyrka
Hammarkullens kyrka är en fastighet i stadsdelen Hammarkullen, Göteborg, som tidigare var församlingskyrka i Angereds församling, Göteborgs stift. Byggnaden dekonsekrerades 2011 och användes först som förskola under namnet Römosseskolan. Den stängdes emellertid av skolinspektionen år 2011 och rektorn dömdes till fängelse. Därefter omvandlades byggnaden och utgör nu Hammarkullens moské.

## Kyrkobyggnaden
Kyrkan var en vandringskyrka, uppförd efter ritningar av arkitekt Torsten Hansson, som invigdes den 15 september 1972 av biskop Bertil Gärtner. Byggnaden har en stomme av betong och består av ett långhus med traditionell öst-västlig orientering, sammanbyggd med församlingshemmet, varvid dessa omsluter en atriumgård. Det före detta kyrkorummet har ett högt och brant tak, påminnande om ett tält. Ljusintag sker endast genom takfönster och fönster i vardera ändan. Klockstapeln i betong finns kvar. Länsmansgårdens kyrka, som samtidigt uppfördes, var i princip identisk med Hammarkullens.

### Försäljning
Eftersom antalet gudstjänstbesökare i området var sjunkande, så beslutade man inom församlingen, att tillsammans med dåvarande Svenska Missionskyrkan (nuvarande Equmeniakyrkan) bilda en samarbetskyrka i Svenska Missionskyrkans lokaler (tidigare Tomaskyrkan). Den namnändrades därvid till Mariakyrkan i Hammarkullen.
Kyrkobyggnaden som blivit överflödig inköptes av Föreningen Islamiska Skolan i Göteborg för att användas som förskola.